# پوجیو سانیتا
پوجیو سانیتا (به ایتالیایی: Poggio Sannita) یک کومونه در ایتالیا است که در استان ایسرنیا واقع شده‌است.

## خصوصیات
پوجیو سانیتا ۲۱٫۷۶ کیلومترمربع مساحت و ۸۴۱ نفر جمعیت دارد و ۷۰۵ متر بالاتر از سطح دریا واقع شده‌است.